# دیوید کاپرفیلد
دیوید کاپرفیلد (به انگلیسی: David Copperfield) رمانی نوشتهٔ چارلز دیکنز نویسندهٔ انگلیسی و نیز نام شخصیت اصلی همین داستان است. این کتاب برای نخستین بار در سال ۱۸۵۰ میلادی منتشر شد. دیکنز آن را از سایر کتاب‌های خود برتر می‌دانست؛ شاید از این رو که حوادث هیجان‌انگیز و بسیاری از عناصر داستان برگرفته از رخدادهای زندگی خود او است و می‌توان گفت بیش از دیگر رمانهای او، قالب اتوبیوگرافی دارد. شخصیت اصلی این داستان، دیوید کاپرفیلد، کودک مورد علاقه خود دیکنز نیز می‌باشد.
دیوید کاپرفیلد هشتمین رمان این نویسنده انگلیسی است که بارها به سینما و تلویزیون راه پیدا کرده. نوشتن این کتاب ۱۹ ماه به طول انجامید. بسیاری از اتفاقات درون کتاب شبیه به رویدادهای زندگی نویسنده هستند. «دیکنز» این اثرش را بیش از دیگر رمان‌هایش دوست داشت و درباره آن نوشته است: «مثل دیگر والدین،‌ من در اعماق قلبم بچه محبوبی دارم که نامش «دیوید کاپرفیلد» است.»
چارلز دیکنز هنگام نگارش دیوید کاپرفیلد، مردی سی و هفت ساله و نام‌آور بود و این کتاب به دوران پختگی و کمال هنری دیکنز تعلق دارد. به گفته چسترتون در دایره المعارف بریتانیکا، سبک و شیوه داستان پردازی او را تا ده سالی از عمرش دگرگون ساخت. حجم انتقاد صریح اجتماعی در این رمان کمتر از نوشته‌های دیگر او است. در این‌جا توجه نویسنده بیشتر به ماجراهای خانگی و روحانی است تا بیدادهای اجتماعی. هرچند با توجه به زندگی خود نویسنده، همچنان در این رمان به مسائل روانشناختی از دید اجتماعی آشکارا توجه شده‌است. خفت‌های شخصیت «پیپ» در این رمان، فرازجویی‌هایش، بزرگ منشی‌های به خود بسته‌اش و نیز ترقی و تنزلش همه نمادهای اجتماعی قابل شناخت‌اند.

## طرح کلی داستان

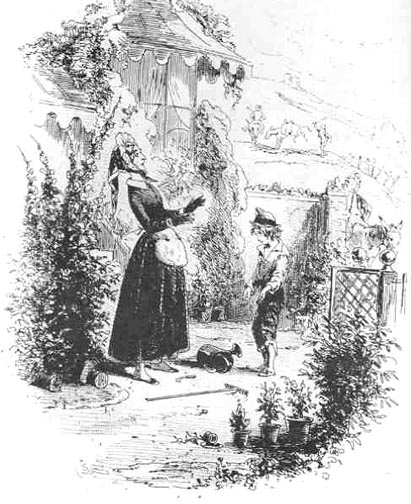
نگاره ای از شخصیت بتسی تروتوود

کتاب دیوید کاپرفیلد در شصت و چهار فصل نگارش شده است. در داستان دیوید کاپرفیلد اول شخص است. در فصل‌های نخست، دیوید را همراه مادر جوانش می‌بینیم، مادری معبود دیوید که آفریدهای است شیرین و نازنین، اما ضعیف و سبک‌مغز.
پگاتی، این موجود عجیب و غریب، که رفتارش تند و خشن ولی دلش سرشار از مهر و عطوفت است، در کنار آنان است. رشتهٔ این زندگی آمیخته به عشق و محبت با ازدواج بیوهٔ جوان با آقای مردستون مردی سنگدل، که در پس نقاب متانت مردانه پنهان شده‌است گسسته می‌شود؛ این مرد، به تحریک خواهرش، سرانجام باعث مرگ پیشرس همسر جوان و ساده دل خود می‌شود.
دیکنز تأثرات این کودک را، که نمی‌تواند با محیط تازه سازگار شود و در لاک خود فرومی‌رود، استادانه شرح داده‌است. ناپدری، کودک عاصی را به مدرسه می‌فرستد تا بدرفتاریهای آقای کریکل ظالم را تحمل کند. وی در مدرسه نسبت به یکی از رفیقان خود، به نام استیئر فورث حس ستایش بی‌حدی پیدا می‌کند. او جوانکی است فریبنده که بعداً باعث سرخوردگی دوستش می‌شود و کودک با تردلز مهربان و خوش‌بین، که با کشیدن اسکلت وقت می‌گذراند، صمیمی می‌شود.
ناپدری دیوید، پس از آن، او را به کارخانه مشروب سازی مردستون و گرینی در لندن برای کار کردن محکوم می‌سازد؛ وی در این ایام در نهایت رنج و محنت به سر می‌برد و این خود بازتاب روزهایی است که دیکنز در کودکی در کارگاه کفش گذرانده بود. خوشبختانه دوستی با آقای میکابر و خانوادهاش جان تازهای به او می‌بخشد.
آقای میکابر یکی از آفریده‌های فناناپذیر دیکنز است، وی بیرون بری است با هیکل نتراشیده که حال و روز خود را به مبالغه تیره‌تر از آنچه هست جلوه می‌دهد.
دیوید از لندن می‌گریزد و پیاده به دوور می‌رود و سرانجام، خسته و بی‌رمق، به خانهٔ ییلاقی عمه بتسی تراتوود می‌رسد، که زنی است با مزاج نامتعارف که هنگام تولد دیوید نسبت به او بی‌علاقه بود، چون دلش می‌خواست نوزاد دختر باشد. در کنار این عمه، آقای دیک بینوا، این مرد جنون زدهٔ دوست داشتنی، به سر می‌برد که خاطرهٔ اندیشهٔ آزار چارلز اول نمی‌گذارد حواس او جمع کارهایش باشد.
دیوید دوران آموزشی خود را در کانتربری، در دفتر وکیل مدافع میس تراتوود، به نام ویکفیلد، پی می‌گیرد که اگنس، دختر ناز و تیزهوش او، بعدها در زندگی دیوید به شدت اثر می‌گذارد. سپس دوره کارآموزی را نزد آقای اسپنلو، در دارالوکاله اسپنلو و جارکینز می‌گذراند.
دیوید استیئرفورث را بازمی‌یابد و او را به خانوادهٔ دایهٔ خود، پگاتی، معرفی می‌کند. بدبختی‌هایی که آن جوان  برای این خانوادهٔ فقیر به بار می‌آورد، خود رمانی در دل رمان است؛ این داستان سرشار است از حوادث غم‌بار و تماشایی که تا حادثهٔ غرق شدن کسانی در دریا هم پیش می‌رود.
دیوید که از مهر بیریای اگنس ویکفیلد نسبت به خود غافل است، دورا اسپنلو، دیوانه‌ای پر ملاحت را به زنی می‌گیرد و رفته رفته شهرت و افتخار ادبی کسب می‌کند. زندگی عشقی دیوید و دورا شاعرانه وصف شده‌است، در عین آنکه خالی از لطایف و ظرایف نیست.
دورا پس از چند سال می‌میرد و دیوید، که دردش تسلی ناپذیر است، پس از اندک زمانی پی می‌برد که با غافل ماندن از اگنس مرتکب چه خطایی شده‌است. پدر اگنس به چنگ فردی بی سر و پا، ناجنس و مکار به نام یورا هیپ افتاده‌است، که همه کارهٔ اوست با قیافهٔ وحشتناک و دستهای چرکین که میراث او را اداره می‌کند و در هوای ازدواج با اگنس است.
نابکاری‌های این فرد پست و شوم را آقای میکابر و تردلز بر ملا می‌سازند. همه چیز به خوشترین وجه پایان می‌یابد: هیپ به جرم تقلب و تملک بلاحق اموال محکوم می‌شود؛ دیوید با اگنس ازدواج می‌کند، آقای میکابر سرانجام ترتیب قرضهای خود را می‌دهد و با عنوان صاحب منصب مستعمراتی شغلی پیدا می‌کند که با آن می‌تواند زندگی آبرومندانه‌ای داشته‌باشد و آقای پگاتی و امیلی کوچولو به استرالیا مهاجرت میکنند و در آنجا به خوبی و خوشی  زندگی میکنند.

## درون‌مایه
دیکنز نویسنده‌ای سرشناس بود که مردم به او علاقه و توجه ویژه‌ای داشتند. آن‌ها دل‌شان می‌خواست بیشتر درباره‌ی این نویسنده‌ی موفق بدانند. وقتش رسیده بود که دیکنز یک خودزندگی‌نوشت بنویسد و به اشتیاق طرفدارانش پاسخ دهد. رمان دیوید کاپرفیلد را می‌توان شخصی‌ترین کتاب دیکنز دانست که در پیرنگ آن از تجربیات شخصی خود استفاده کرد. دیکنز هم دوران کودکی سختی را پشت سر گذاشته بود. هنگام تولد او خانواده‌ی دیکنز وضعیت مالی خوبی داشتند اما به‌خاطر سوءمدیریت پدرش ورشکست شدند. پدرش به زندان افتاد و دیکنز خردسال ناچار به کار در محله‌های فقیرنشین لندن شد. مشاهده‌ی وضعیت ناتوانان و فرودستان تاثیر عمیقی بر دیکنز گذاشت؛ به‌طوری که سال‌ها بعد که چاپ آثار دیکنز اوضاع مالی‌اش را بهبود بخشیده بود، او بیشتر وقت خود را به قدم زدن در خیابان‌های محله‌های فقیر لندن می‌گذراند. نگارش مشاهداتش در قالب داستان، جلوه‌ای واقعی به شخصیت‌ها داده و آن‌ها را برای خوانندگان باورپذیر می‌ساخت.
رنج و بدبختی یکی از مهم‌ترین مضمون‌های آثار چارلز دیکنز است که در این کتاب نیز دیده می‌شود. شخصیت‌های داستان در زندگی خود با رنج‌های بسیاری مواجه می‌شوند. از سوءاستفاده‌ی پدرخوانده‌ی دیوید از مادرش و او گرفته تا افسوس‌های دکتری که از فکر و خیال خیانت همسرش رهایی ندارد. واکنش‌های شخصیت‌ها به این بدبختی‌ها مختلف است. بعضی تسلیم آن شده و زیر بار فشار از بین می‌روند و برخی نیز با ظلم به دیگران خود را تسلی می‌دهند. با وجود این تفاوت‌ها یک چیز در بین شخصیت‌ها ثابت است: آن‌ها بر اساس این سختی‌ها و رنج‌ها تغییر می‌کنند. دیکنز تغییر و تحول شخصیت‌ها را در طول داستان شرح داده و بر ایجاد حس همدلی و غم‌خواری دیوید که از بدو تولد درگیر بدبختی بوده است، تاکید می‌کند.
فقر یکی دیگر از درون‌مایه‌های کتاب دیوید کاپرفیلد است. فقر است که باعث تنهایی دیوید می‌شود و او را از هرگونه چشم‌انداز خوشایندی از آینده محروم می‌کند. دیوید که از زندگی خانوادگی شانس نیاورده است از طرف جامعه هم حمایت نمی‌شود. موسسه‌های خیریه که مدرسه‌ی شبانه‌روزی هم یکی از آن‌هاست مرتب دیوید را آزار می‌دهند. با این حال، ثروت هم در این داستان بد جلوه داده می‌شود. ثروت مردمان را خودخواه و بی‌احساس بار می‌آورد. تنها روش زندگی شرافتمندانه در این داستان، رنج کشیدن و استفاده از دسترنج کار پر زحمت است. همان راهی که دیوید برای زندگی‌اش انتخاب می‌کند.
وضعیت اجتماعی طبقات مختلف جامعه‌ی قرن نوزدهم انگلستان نیز یکی از دغدغه‌های همیشگی دیکنز است که در اثارش بازتاب دارد. در داستان دیوید کاپرفیلد دو طبقه‌ی اجتماعی را می‌توان تشخیص داد. یکی طبقه‌ی موسوم به کارگر است که به هر عضوی که به خوبی با قوانین آن کار کند، پاداش می‌دهد و هر که را خلاف عرف معمول عمل کند، طرد می‌کند. طبقه‌ی دیگر، طبقه‌ی بالادستان و ثروتمندان است که عضویت در آن صرفا محدود به تولد در داخل این طبقه می‌شود. اعضای این طبقه از امکانات رفاهی بسیاری برخوردارند، بدون آن‌که نیاز باشد به طبقات زیرین خود توجهی کنند.

## سبک نگارش
جهان ادبیات، چارلز دیکنز را به عنوان نویسنده‌ای رئالیست یا واقع‌گرا می‌شناسد. داستان دیوید کاپرفیلد گرچه لحنی احساسی و ملودرام دارد، اما از زبانی واقع‌گرایانه بهره می‌برد. توصیفات بسیاری از مکان‌ها و شخصیت‌ها در داستان ارائه می‌شود، گویی ماجراهای داستان در برابر چشمان خواننده رخ می‌دهند. علاوه‌براین راوی داستان، دیوید کاپرفیلد هم مدام تفسیر خود از اتفاقات داستان را در اختیار خواننده قرار می‌دهد و بسیاری از این توصیفات بر اساس برداشت‌ها و قضاوت‌های راوی است.
دیوید کاپرفیلد هشتمین اثر دیکنز است که ابتدا ماهانه به‌صورت پاورقی در روزنامه منتشر می‌شد.  وقتی کتاب دیوید کاپرفیلد چاپ شد، دیکنز آثار مشهورش مثل «یادداشت‌های پیک‌ویک»، «اولیور تویست» و «سرود کریسمس»را منتشر کرده بود و به‌عنوان نویسنده‌ای صاحب‌سبک شناخته می‌شد. درواقع او تا سن ۳۸ سالگی شهرتی جهانی داشت و نابغه‌ا‌ی ادبی محسوب می‌شد. او موفق شد شخصیت‌هایی خلق کند که خارج از کتاب و دنیای داستانی هم حضور دارند و هرگز از یاد نمی‌روند. چارلز ديكنز سوال‌های بنیادین در زمینه‌ی عدالت اجتماعی را با طنز همراه می‌کرد. دغدغه‌های دیکنز درباره‌ی ظلم به کودکان و شرایط ناعادلانه‌ی کاری آن‌ها و بدرفتاری با زنان از نظر انسانی باارزش است و تازگی خود را تاکنون از دست نداده‌اند.

## نقد
دیوید کاپرفیلد را می توان معروف ترین رمان چارلز دیکنز در نظر گرفت. داستان این کتاب به صورت اول شخص نوشته شده است و تصور می شود که دست کم تا حدی، نوعی خودزندگی نامه از نویسنده باشد. این مساله که شخصیت اصلی محیط اطراف، موقعیت ها، زندگی و همه چیز داستان خود را به صورت اول شخص روایت می کند باعث می شود که ما به شکل راحت تری بتوانیم ویژگی های شخصیتی او را شناسایی کنیم. او به یک شخصیت مناسب برای نقد و بررسی تبدیل می شود. این شخصیت با روایت داستان خود در همان سال های اولیه زندگی، به ما خوانندگان این امکان را می دهد که حتی بتوانیم عواملی که بر او تاثیر گذاشته و باعث شکل گیری شخصیتش شده اند را شناسایی کنیم. هم چنین به این ترتیب می توانیم متوجه شویم دیوید به چه نحوی به دنیای اطراف خود نگاه می کند. یکی از ماجراهایی که به نظر من تاثیر مهمی بر روی رشد شخصیتی قهرمان داستان به جای می گذارد، بیرون کشیده شدن او از مدرسه به خاطر مشکلات مالی است که توسط ناپدریش صورت می گیرد. ناپدری را می توان یک ضدقهرمان در زندگی قهرمان داستان در نظر گرفت، ترک مدرسه برای دیوید کوچک یک تجربه وحشتناک است. از آن جا که مشابه همین اتفاق در بچگی برای خود چارلز دیکنز هم رخ داده است، باز همان فرضیه مطرح می شود که با یک خودزندگی نامه طرف هستیم و دیوید کاپرفیلد در حقیقت تجسمی از خود نویسنده است.
دیوید کاپرفیلد در دهه ۱۸۰۰ در خانه ای در انگلیس به دنیا آمده است. او در کتاب اعلام می کند که در یک نیمه شب روز جمعه به دنیا آمده. همین مساله باعث شده که او به یک فرد بداقبال تبدیل شود. این حرف شاید خرافه باشد، ولی او واقعا با خوش اقبالی زیادی به دنیا نیامده است. پدرش که دیوید کاپرفیلد نامش را از او گرفته است، شش ماه پیش از تولد او از دنیا رفت. هنوز تمام نشده، دیوید هم چنین فقیر و در خانواده ای از طبقه پایین جامعه به دنیا آمده. عمه او که بعدا نقش مهمی در داستان ایفا می کند، امیدوار است که مادر دیوید یک دختر به دنیا بیاورد و حتی پیش از تولد یک نام برای او انتخاب کرده است. به محض این که دیوید که یک پسر است به دنیا می آید، عمه او و مادرش را رها می کند و برای زندگی به جای دیگری می رود. با چنین شروع سختی، دیوید بقیه زندگی خود را هم با مشکلات زیاد ادامه می دهد. او در یک طبقه اجتماعی محروم به دنیا آمده است، یتیم است، در زندگی مخصوصا در دوران کودکی؛ ارتباطاتش با مردم به جای خوبی نمی رسد.
دیوید شخصیتی است که کمبودهای زیادی دارد و در زندگی، چیز زیادی نمی خواهد. او دوست دارد به عنوان یک شخص مورد تایید قرار گیرد و یک خانواده گرم داشته باشد. این نیازهای اساسی هر شخصی است. او در دوران حساس کودکی و تولد هیچ کدام از این دو مورد را نداشته است. به همین دلیل باید از آن چه که طبیعت به او داده است، یعنی استعداد و اراده قوی خود برای رسیدن به این اهداف استفاده کند. از آن جا که داستان به صورت گذشته نگرانه روایت می شود، می دانیم که او در زندگی به موفقیت رسیده است. آن چه که با خواندن رمان می خواهیم به آن برسیم این است که دیوید چگونه توانسته به اهداف خود برسد. برای فهم این مساله صدها صفحه داستان پیش روی ما قرار دارد. چیزی که مشخص است این است که علی رغم وجود شرایط پیچیده، دیوید همچنان یک فرد خوش بین باقی می ماند.
از آن جا که اساسا تمام زندگی دیوید کاپرفیلد در این رمان روایت می شود، با دوره های سنی و پرورشی مختلف این شخصیت سروکار داریم. در زمان کودکی اش، می توانیم متوجه شویم که با وجود چالش ها و سختی ها او هم چنان انسانی خوش قلب باقی می ماند که برای همه آرزوهای خوبی دارد. او داستان کودکی خود را با بی ریایی و معصومیت مختص آن دوران، و نه یک شخصیت بالغ تعریف می کند. حتی با وجود این که داستان به صورت گذشته نگرانه روایت می شود. این کار را برای ما راحت تر می کند تا بتوانیم مشخصه های درونی دیوید و خوش قلبی او را دریابیم. اگرچه دیوید کوچک و ساده است و نمی تواند مردم اطراف خود را درک کند، ما به عنوان خواننده به اقدامات این شخصیت ها پی می بریم و می دانیم که آن ها به اندازه ای که دیوید فکر می کند خوب نیستند. دیوید حتی وقتی بزرگ می شود و دیگر با آن نگاه ساده انگارانه به مردم اطراف نگاه نمی کند، باز هم همان خوش قلبی و پاکی دوران کودکی را حفظ می کند.
این خوش قلبی گاهی اوقات به ضرر او عمل می کند و در صحنه‌هایی که باید عقلانی عمل کند، او را احساسی و ضعیف نشان می دهد. این مساله برای مثال زمانی که دیوید عاشق دورا می شود و با او ازدواج می کند، به وضوع دیده می شود. دورا با آن همه خودخواهی و بی تجربگی نه مناسب ازدواج است و نه به درد دیوید می خورد. بعدا سرنوشت این اشتباه را اصلاح می کند. دورا می میرد و دیوید با اگنس ازدواج می کند، عشق واقعی اش که همیشه نگاهی خواهرانه به او داشت. اگنس باهوش و مهربان است و از آن جا که عشق دو طرفه ای دارند، این ازدواج به موفقیت می رسد. در این لحظه متوجه می شویم که دیوید آن قدر ها هم بداقبال نیست. مخصوصا بعد از این که دیکنز می گوید: «در پایان، خوبی پیروز می شود.» استعداد، اراده قوی، سخت کوشی و خوش بینی دیوید به او کمک می کند که چه در دوران کودکی و چه در بزرگسالی به خواسته های خود برسد.

## اقتباس سینمایی
از نخستین سال‌های ظهور سینما تا امروز که صد و بیست و پنج سال از تولد آن می‌گذرد، همواره اقتباس از آثار چارلز دیکنز مورد توجه سینماگران گوناگون بوده است. اوایل با اقتباس‌های گوناگون گریفیث و رویای به تصویر درآوردن فضای ویکتوریایی آثار دیکنز و حال با آخرین اقتباس سینمایی از دیکنز یعنی «تاریخچه‌ی شخصی دیوید کاپرفیلد».
دست گذاشتن بر روی «دیوید کاپرفیلد» برای یک اقتباس وفادارانه از آن در مدیوم سینما، تقریبا کاری نشدنی است. شاهکار باعظمت دیکنز، سرشار از داستان‌های فرعی و کاراکترهای گوناگونی است که تبدیل آن را به یک فیلم دو ساعته تقریبا ناممکن می‌کند.
از این جهت فیلمسازان دست به تمهیداتی می‌زنند تا این کار را ممکن کنند. به عنوان مثال کیوکر در نسخه‌ی اقتباسی‌اش در سال ۱۹۳۵ از «دیوید کاپرفیلد»، تعدادی از کاراکترها و وقایع رمان را حذف می‌کند. یا در نسخه‌ی ۱۹۶۹ به کارگردانی دلبرت مان، فیلم در بزرگسالی دیوید آغاز می‌گردد و با یک فلاشبک به دوران کودکی او می‌رویم. اما آخرین نسخه‌ی «دیوید کاپرفیلد» ایده‌ی به شدت درخشانی برای به تصویر کشیدن رمان دیکنز دارد.